# Salon de l'Abondance

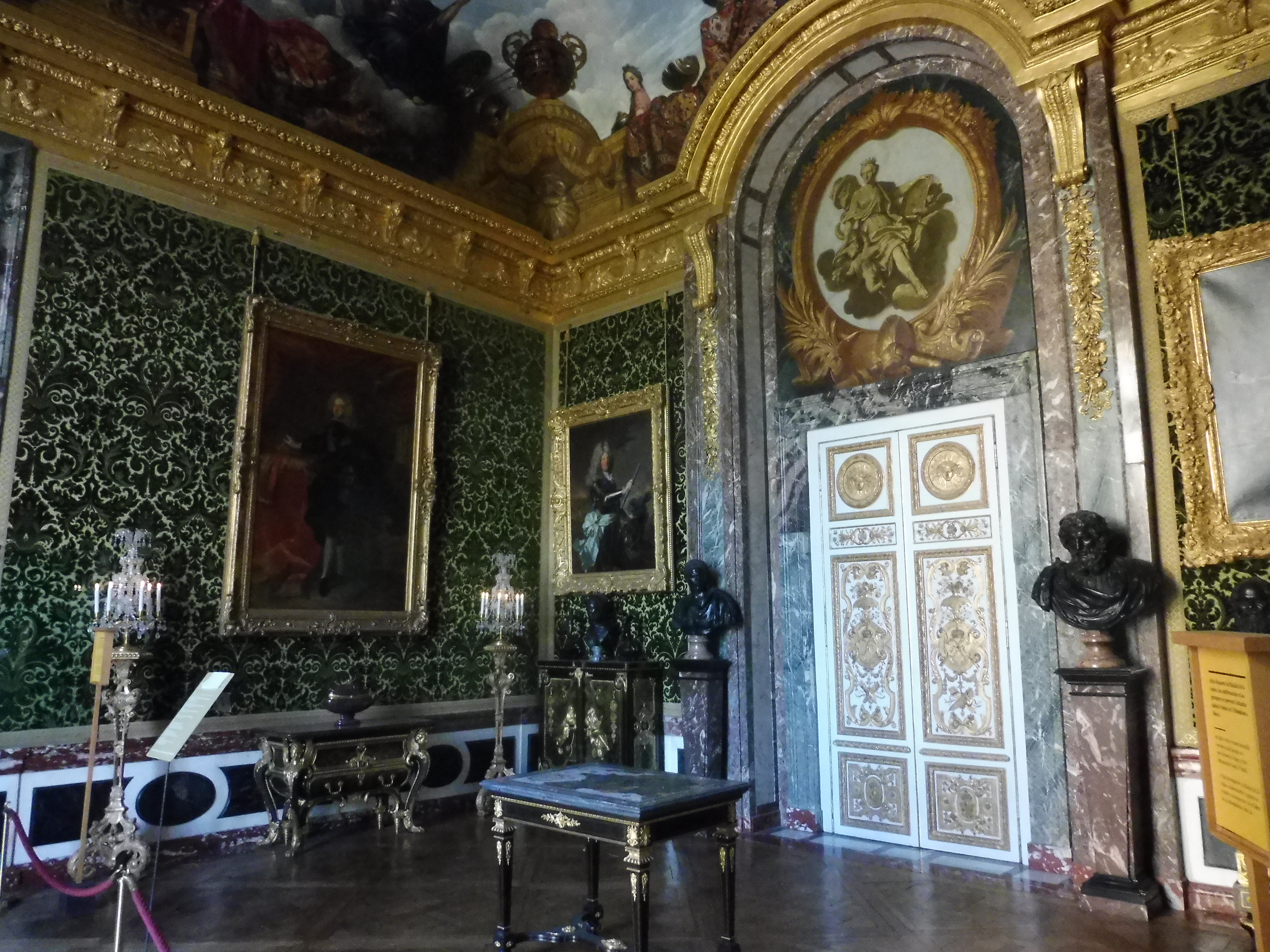
Vue générale du salon de l'Abondance.

Le salon de l'Abondance est un salon situé dans le Grand Appartement du Roi, au premier étage du château de Versailles. Accessible depuis le salon d’Hercule, il ouvre l'enfilade des salons du Grand Appartement du Roi et communique à l'ouest avec le salon de Vénus.

## Histoire
Aménagé en 1682 sous la direction de Jules Hardouin-Mansart, le salon de l'Abondance permettait d'accéder à l'ancien cabinet des Médailles, dit aussi « des Raretés », où Louis XIV conservait ses objets précieux (cette pièce est aujourd'hui le salon des Jeux). Le plafond, peint d'un seul tenant en trompe-l’œil par René-Antoine Houasse, présente sur la corniche les plus belles pièces que comprenait la collection du roi. Certains de ces objets sont aujourd'hui exposés dans la galerie d'Apollon au Louvre.
Lors des soirées d'appartement tenues à partir de l'hiver 1682-1683, des buffets étaient dressés dans le salon, réservés aux boissons, chaudes et froides, ainsi qu'aux sorbets.
Le salon a fait l'objet d'une campagne de restauration de juillet 2012 à janvier 2014, pour une inauguration le 11 mars 2014. La restauration a consisté à redonner de la fraîcheur au plafond, devenu marron, et à remeubler la pièce, jusque-là vide.

## Description
La pièce mesure 8m 65 sur 7m 56, avec une hauteur sous plafond de 7m 55. Elle est constituée de tentures de velours ciselé vert encadrées par un galon en soie et or, de décors peints, de marbres de couleur, de stucs, plombs et bois dorés.
Elle est éclairée par une croisée ouvrant sur le parterre nord.

### Le plafond
Le plafond peint par René-Antoine Houasse représente un ciel nuageux, dominant une balustrade en trompe-l’œil qui surplombe chacun des quatre murs. Ce dispositif est nouveau pour l'époque, même si on trouve quelques exemples ou esquisses antérieurs, notamment par Le Brun, premier peintre du roi et parent par alliance de Houasse.
Aux quatre angles de la pièce figurent quatre dieux de la mythologie romaine : Neptune, Téthys, Pluton et Minerve. Un personnage coiffé d'un turban et brandissant un encensoir représente l'Asie.
Au centre du plafond, une allégorie de la Magnanimité laisse tomber des trésors d'une corne. À sa gauche, la figure portant une palme pourrait être la Magnificence royale et la troisième, portant sur un plateau les attributs des arts, représenterait le Progrès des arts ; ces deux dernières attributions sont toutefois incertaines,.
L'iconographie des objets posés sur la balustrade est liée à la collection d'objets d'art de Louis XIV qui était conservée dans le cabinet voisin des Raretés. Certains des objets les plus précieux de la collection sont peints sur la balustrade, recouverte d'étoffes issues du garde-meuble royal. On reconnaît ainsi la nef d'or de Louis XIV au-dessus de la porte qui ouvrait sur le cabinet, ainsi que la nef de jaspe de Rodolphe II.
Les attitudes variées des personnages et leurs gestes assurent à la composition une cohérence renforcée par une utilisation des couleurs qui dépend de la provenance de la lumière.

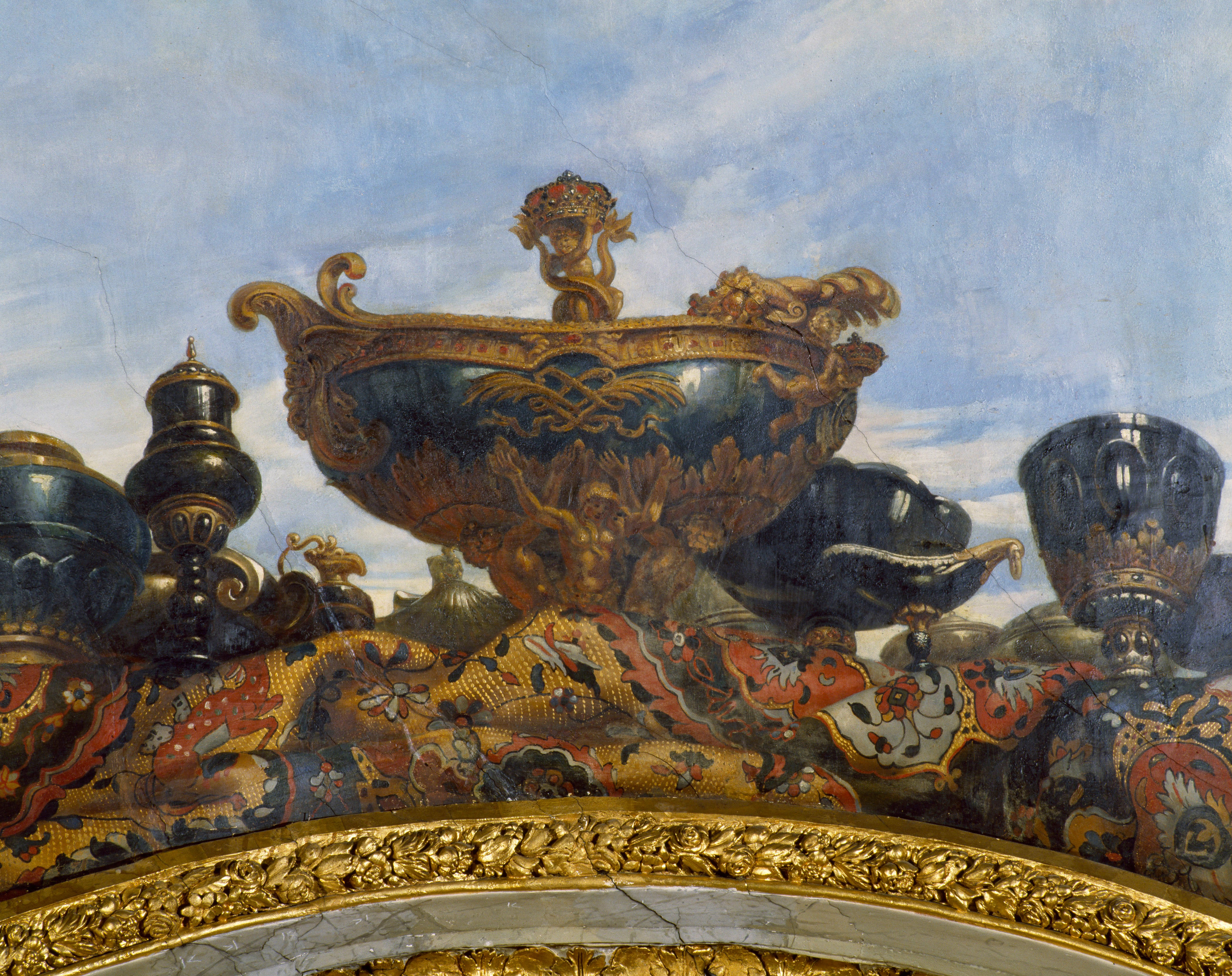
La nef d'or de Louis XIV
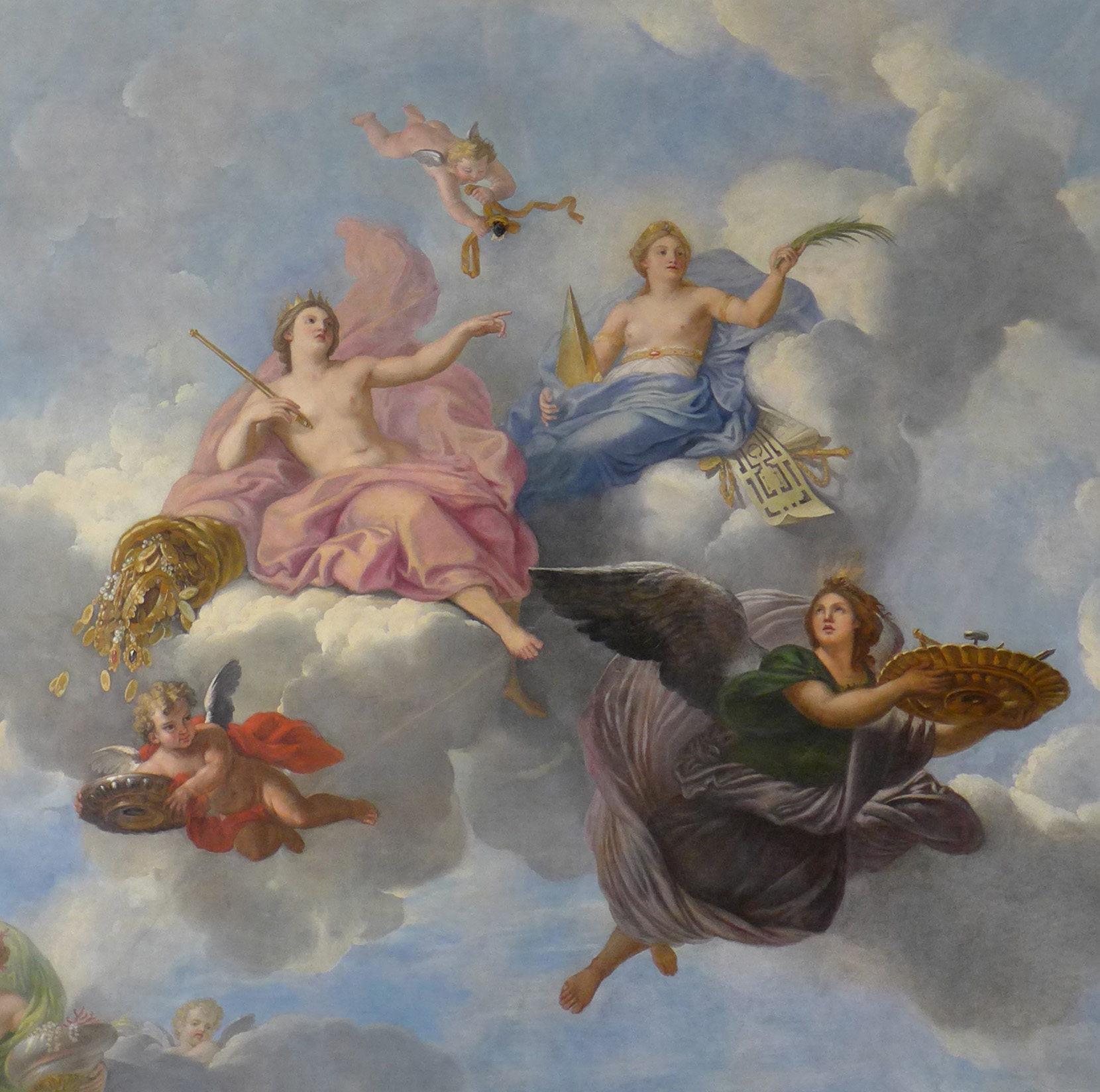
Les trois figures allégoriques au centre du plafond
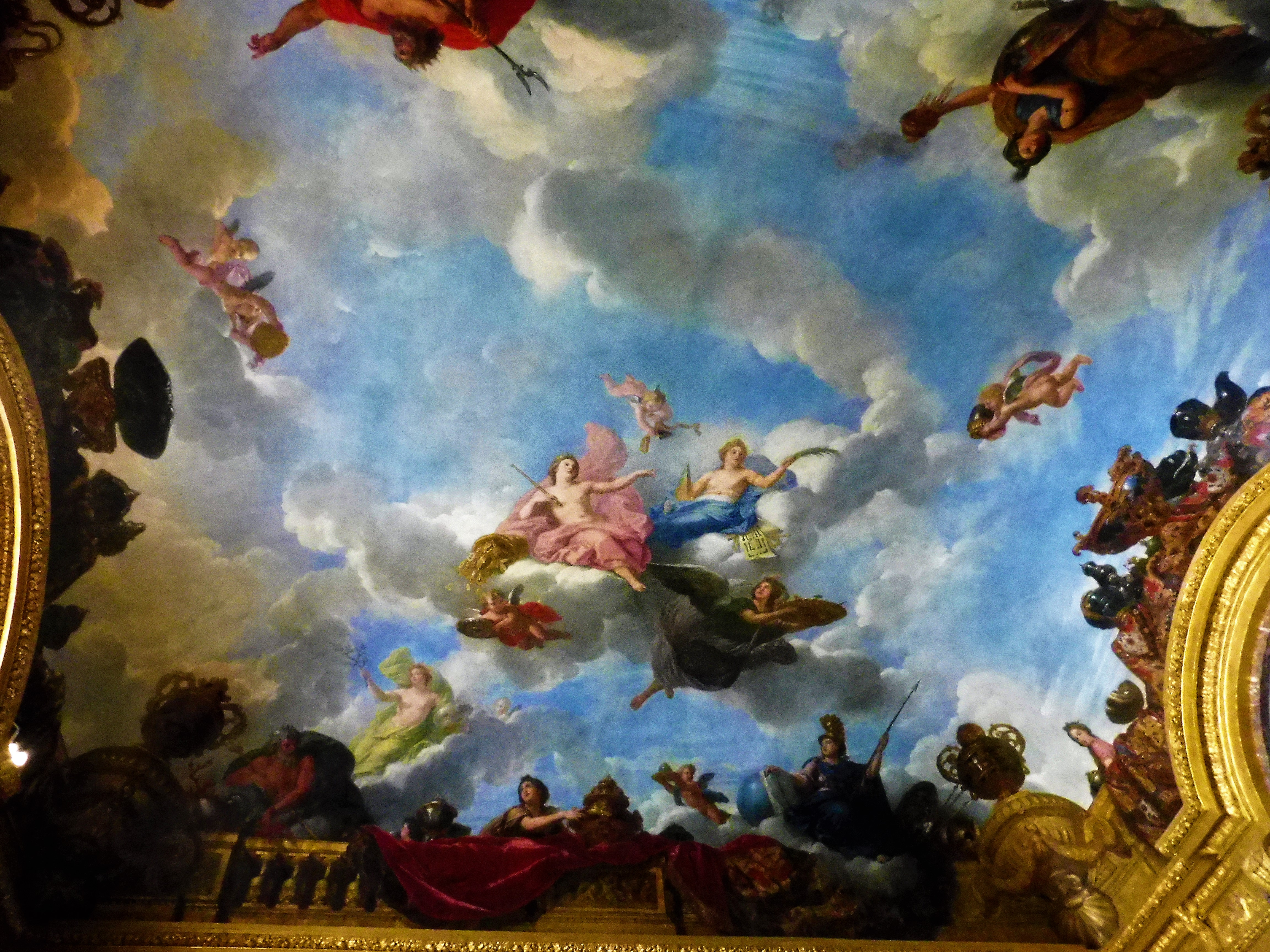
Plafond du salon de l'Abondance, peint par René-Antoine Houasse.

### Décors et œuvres d'art
À la base du plafond court une frise en stuc composée de trente-deux métopes séparées par des consoles. Ces métopes ont probablement été reproduites selon une technique proche de l'estampe, car elles relèvent de cinq modèles différents seulement : douze bouquets de fleurs, six figures allégoriques de la Gloire, six de la Victoire, quatre de l'Abondance et quatre
de la Paix ; Mansart a d'ailleurs réutilisé les modèles pour son hôtel particulier de la rue des Tournelles à Paris. 
Les dessus-de-porte en plomb doré des portes est et ouest, sur fond de marbre blanc, sont attribués à Jean-Baptiste Tuby. Au-dessus de la porte donnant vers l'ancien cabinet des Raretés figure un camaïeu d'or sur faux marbre représentant une figure allégorique de la Magnanimité, traditionnellement attribuée à Claude Audran III.
Le salon contient un portrait de Louis XV par Jean-Baptiste van Loo ainsi que trois portraits peints par Hyacinthe Rigaud, représentant Louis de France, dit le Grand Dauphin, Louis de Bourbon, duc de Bourgogne, et Philippe d'Anjou, roi d'Espagne. Tous sont des descendants de Louis XIV qui ont soit régné, soit été dauphins. Les trois premiers sont exposés dans le salon depuis 1975 et le quatrième depuis 1980.

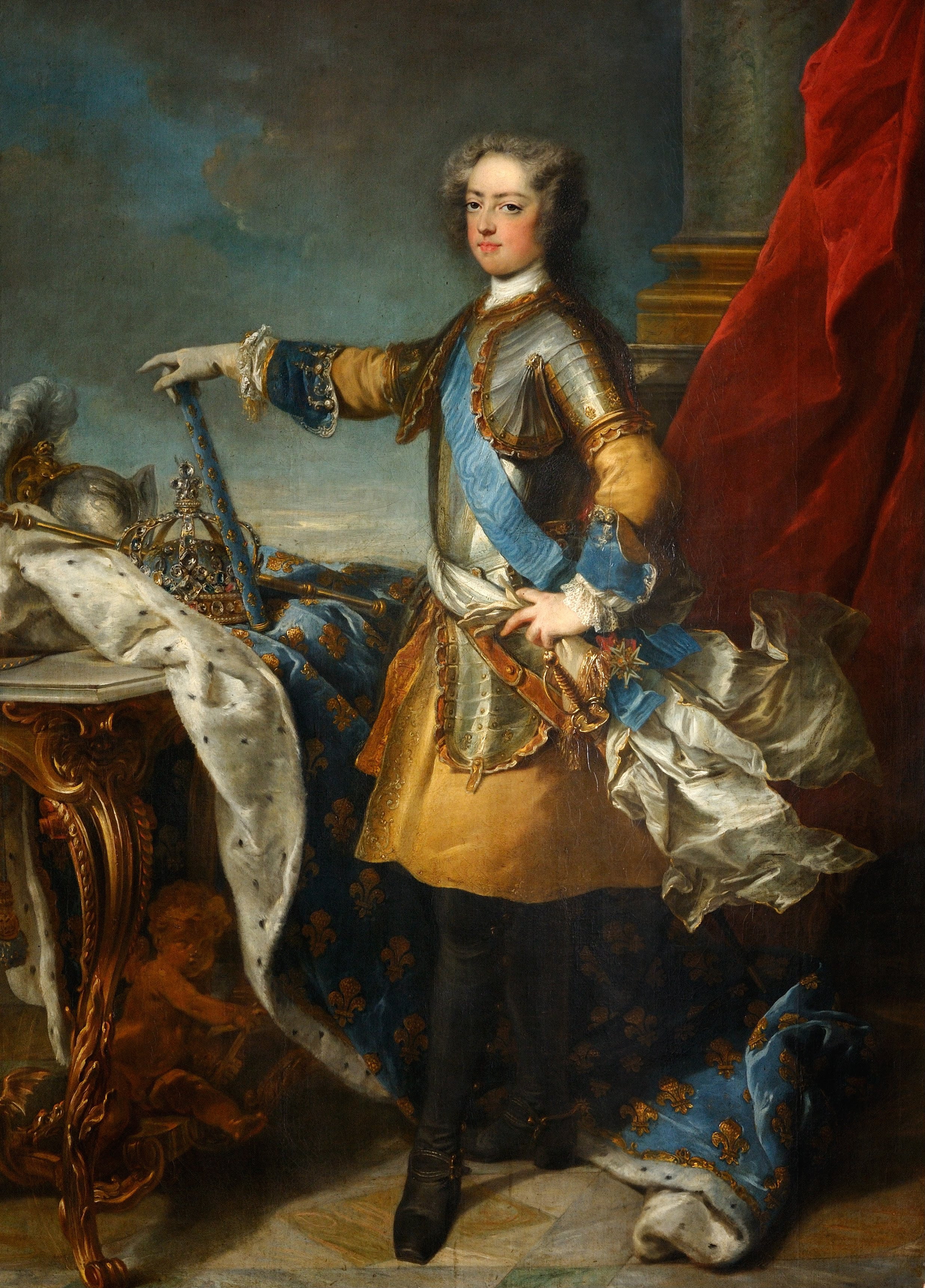
Louis XV
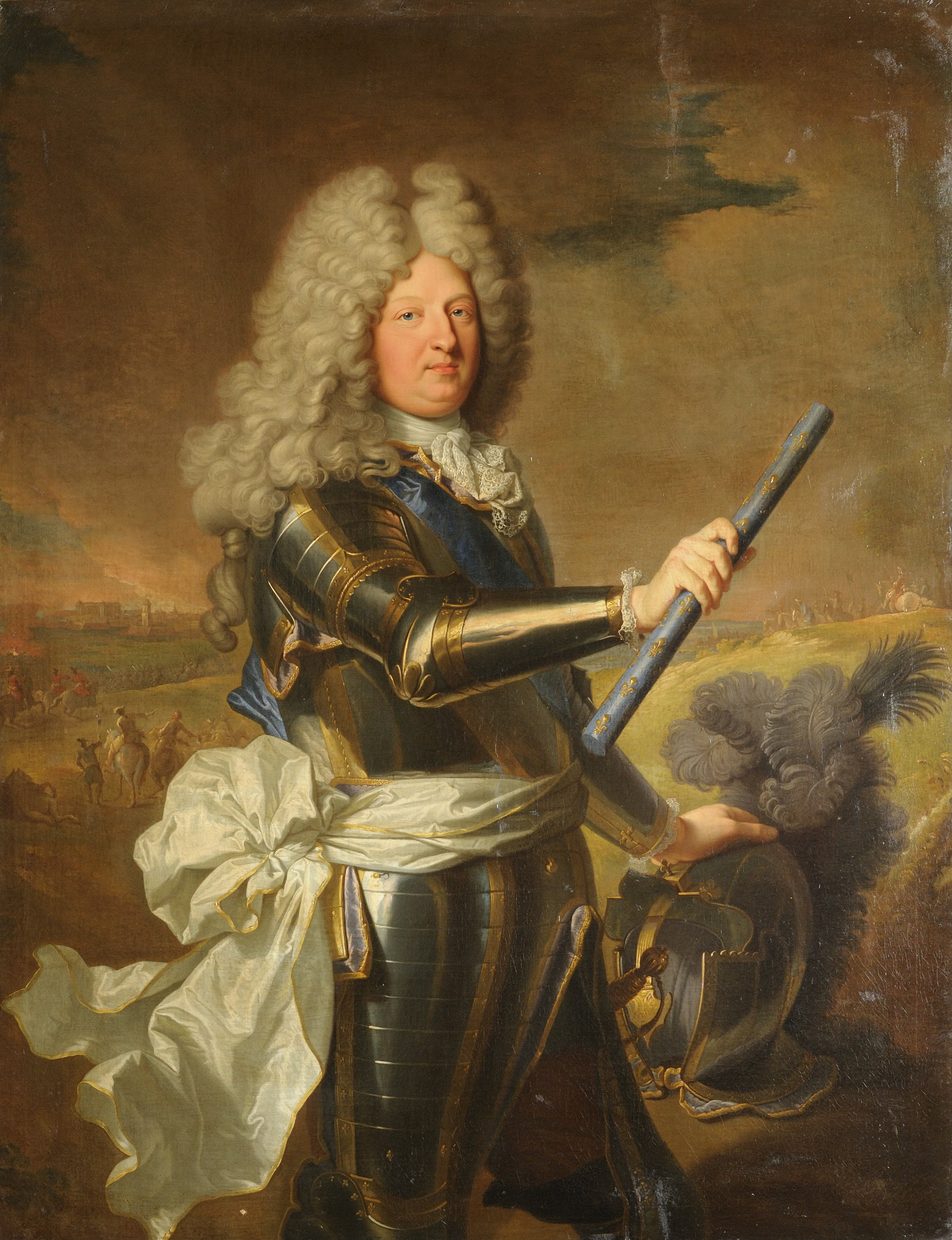
Louis de France, dit le Grand Dauphin
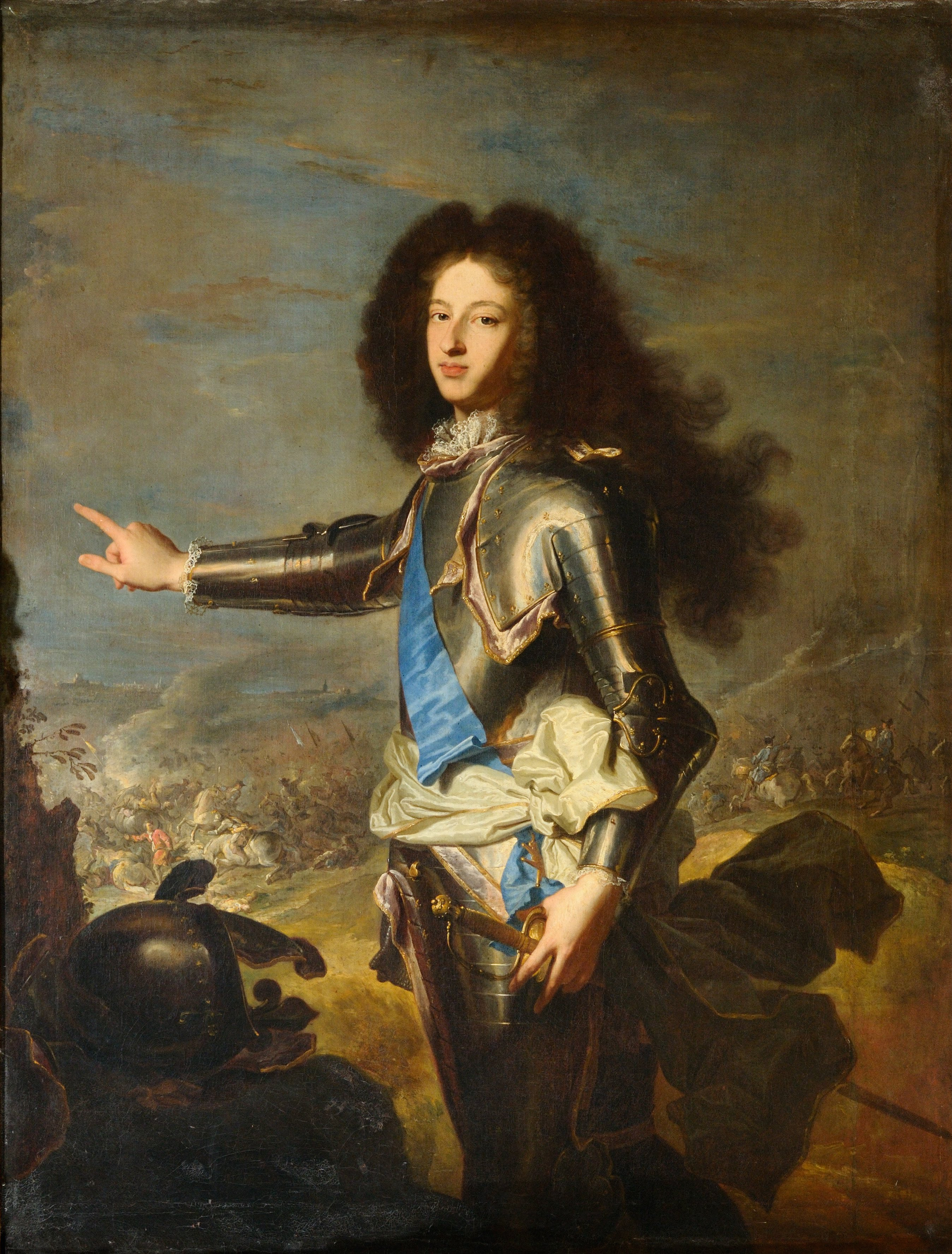
Louis de Bourbon, duc de Bourgogne
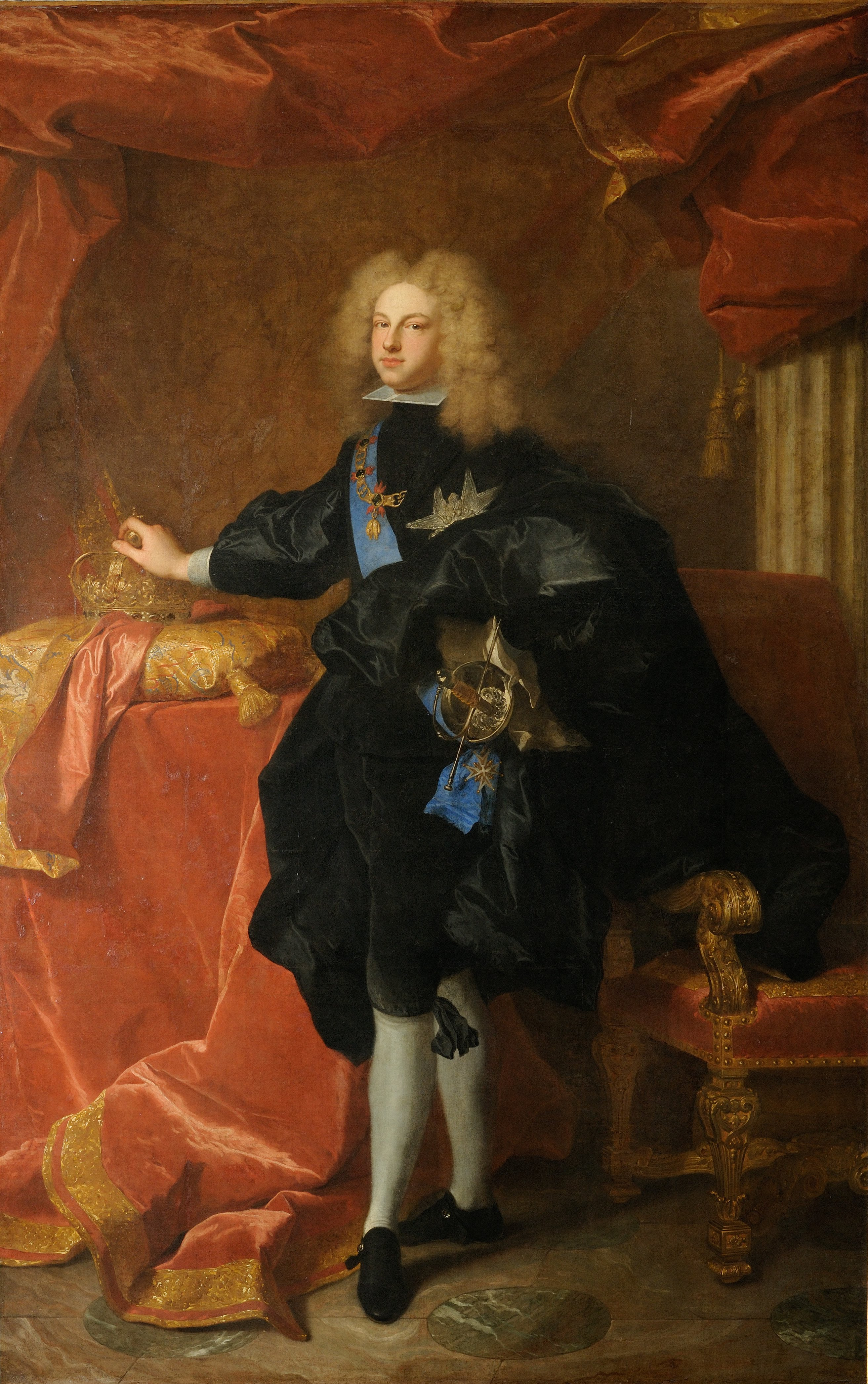
Philippe V d'Espagne

Seize sculptures sont également présentées dans le salon de l'Abondance. Il y avait quatre bustes en bronze d'empereurs romains dans le salon à l'origine. Deux ont été retrouvés et deux équivalents ont complété l'ensemble. Ils sont installés sur des gaines en marbre de fabrication récente. Douze sculptures en bronze ou marbre de petit format sont installées sur les médailliers. Les six bronzes proviennent des bronzes de la Couronne, et les six marbres, antiques ou réputés antiques, faisaient aussi partie des collections de Louis XIV, dont quatre au cabinet des Médailles à l'origine.
Les meubles comprennent notamment deux paires de guéridons exécutés vers 1690-1700 qui encadrent respectivement les portraits de Louis XV et de Philippe V, et une paire de commodes Boulle placées sous les deux autres portraits. Ces deux commodes livrées par Boulle en 1708 proviennent de la chambre de Louis XIV au Grand Trianon. On leur a adjoint quatre médailliers attribués à Boulle et restaurés par Montigny, qui rappellent la présence du cabinet des Médailles voisin.

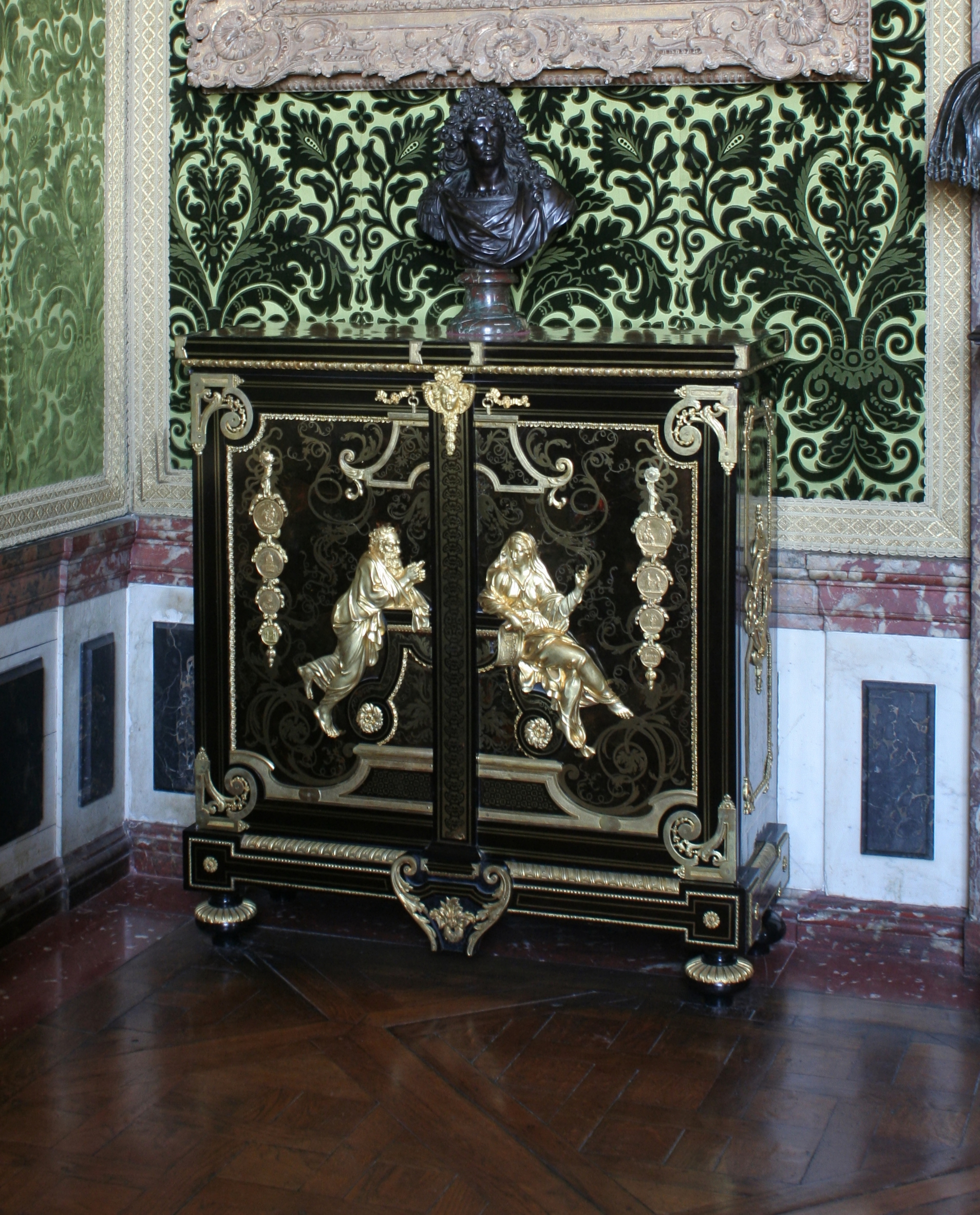
Médaillier Boulle
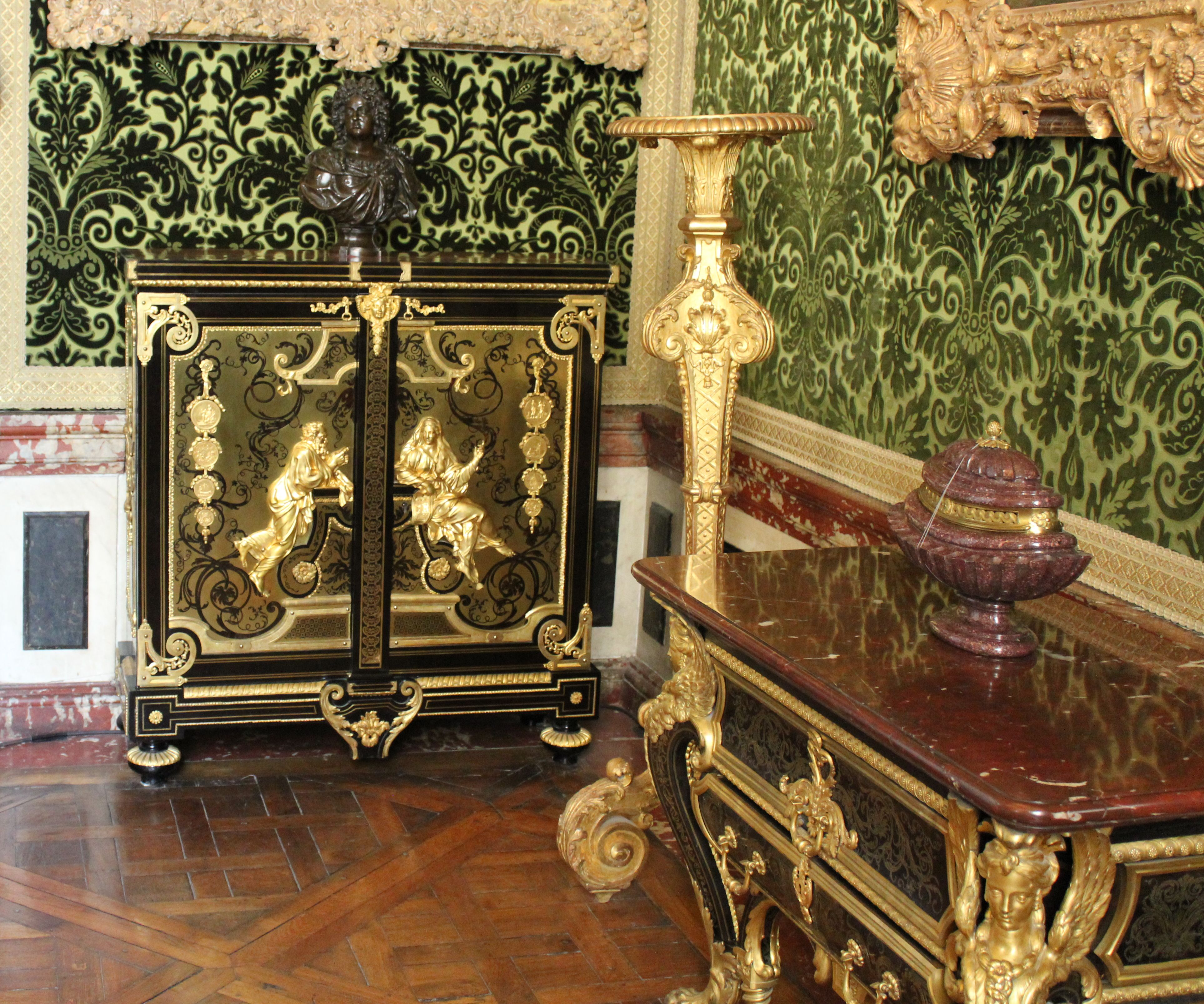
Commode Boulle